# 张承高速公路
张家口至承德高速公路，简称张承高速，是  首都环线高速的重要组成部分。全长367公里，按双向四车道标准建设。全线设互通式立交12处，特大桥2座、大桥80座，特长隧道4座、长隧道8座、中长隧道2座，其中最长隧道平顶山隧道达5012米。设匝道收费站12处、服务区6处、停车区3处，分为张家口和承德两段建设。

## 张家口段
张家口段全长164公里，分两期建设。一期工程为张家口至崇礼段，全长62公里，2007年4月26日开工建设，已于2010年10月建成通车；二期工程为崇礼至张承界段，全长102公里，于2013年5月开工建设，途经崇礼、张北、沽源三区县，起点至  二秦高速东滩枢纽互通段设计时速为80公里，二秦高速东滩枢纽互通至张承界段设计时速为100公里。

### 大华岭隧道

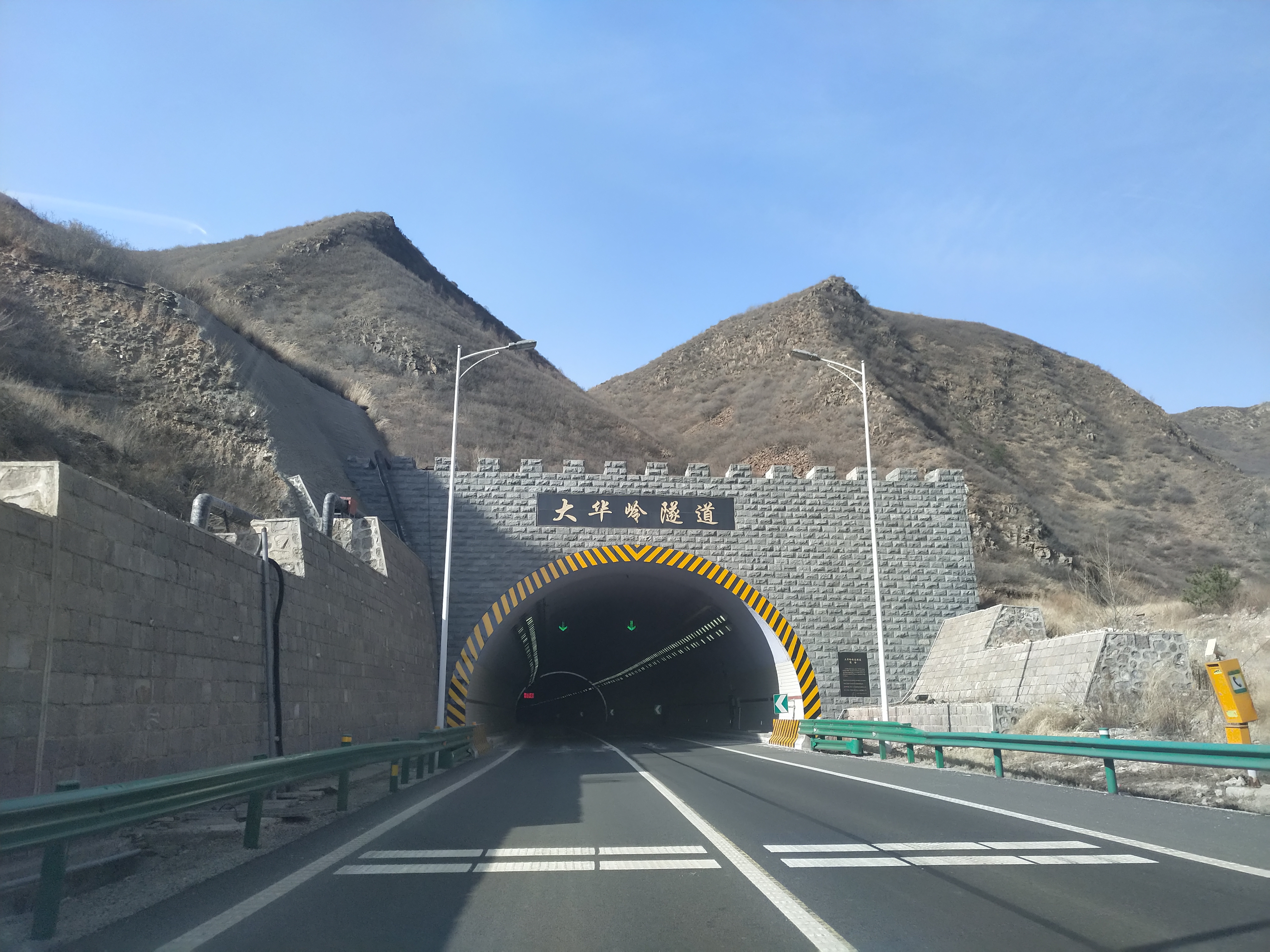
大华岭隧道

起于桥东区里东窑村东北，走向西南-东北，止于崇礼区大南沟外营村。左线全长5215米，右线全长5300米，为双向分离式特长隧道。
S3合同段为隧道进口段，分为左右线，左线起讫桩号LK18+480~21+155，长2675米；右线起讫桩号RK18+500~21+200，长2700米。按高速公路双向四车道设计，采用分离式方案，设计速度80公里/小时，建筑限界净宽12.5米，横断面组成为（0.75+0.75+3.75×2+2.75+0.75）米，净高7.45米，限界高度5米。路面设计荷载采用公路－Ⅰ级，隧道平均标高海拔1011米，最大埋深271米，左线纵断面采用2.0721%单向坡，右线纵断面采用2.0908%单向坡，平曲线最小半径945米，由道隧集团工程有限公司承建。
S4合同段为隧道出口段，左线起讫桩号LK22+335~23+685，长2330米；右线起讫桩号RK21+217~23+800，长2583米。双线均位于2.09%、2.07%坡道及半径1500米及直线上。设计路面宽度11米，行车限高5米，设计速度100公里/小时。由中铁三局集团五公司承建，于2007年7月开工，右线出口段于2009年12月15日贯通。

## 承德段
承德段起于承德市双滦区，设单塔子枢纽互通与  承赤高速相接，向西经滦平、隆化、丰宁，在大滩与张家口段衔接，全长203.583公里，设计时速100公里，分两期建设。其中，一期工程长73公里于2013年4月开工；二期工程2013年6月开工，于2015年12月30日全线通车。

### 平顶山隧道
左幅长5000米，右幅长5024米。福建第二公路工程有限公司承建隧道进口段（TJ24标），于2013年7月1日正式进洞施工；中铁十六局集团第四工程有限公司承建隧道出口段（TJ25标）。于2013年7月15日正式进洞施工。2015年2月11日双线贯通，隧道开挖历时19个月，共计559天。

## 沿线设施列表

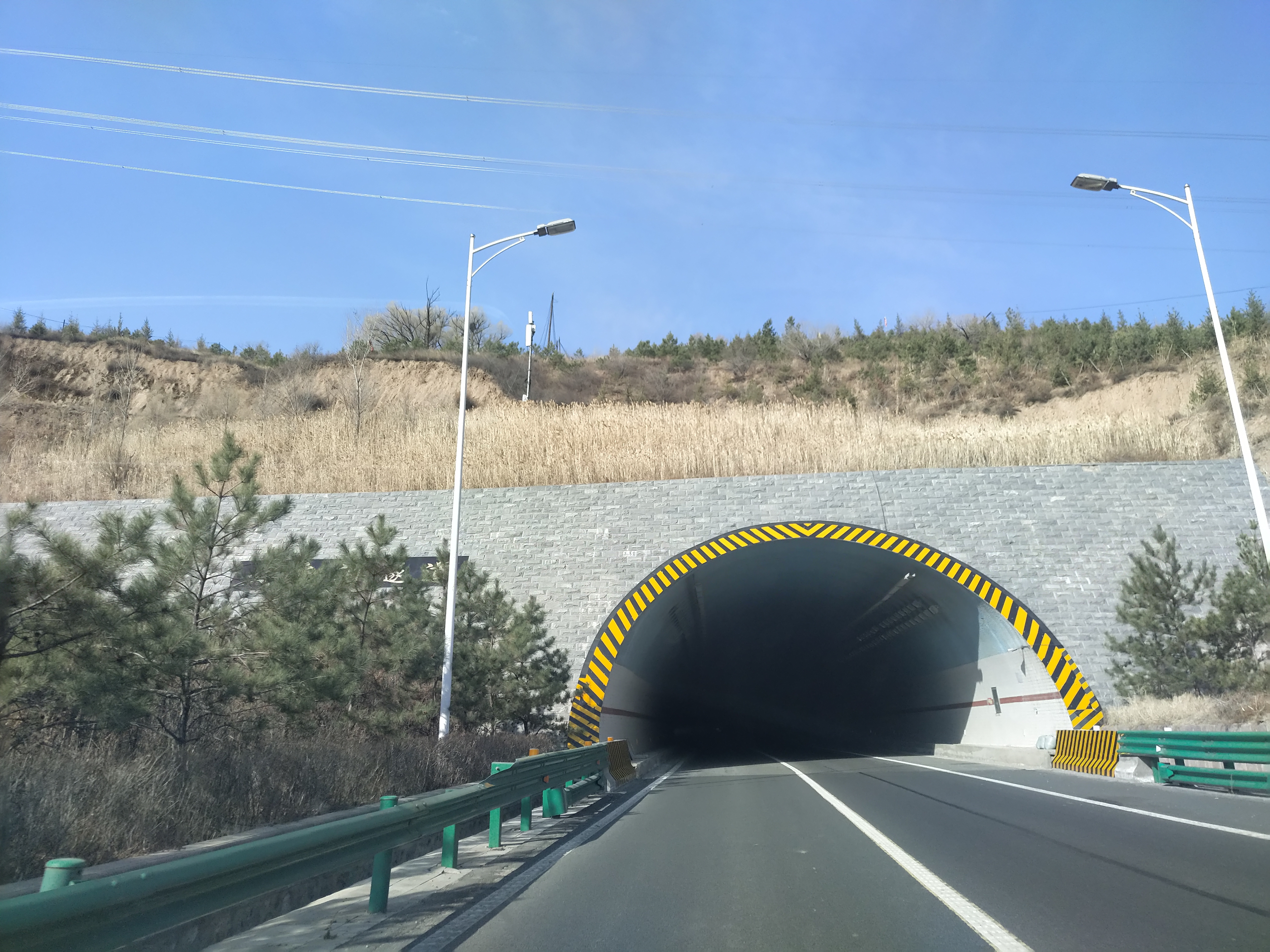
大南沟隧道

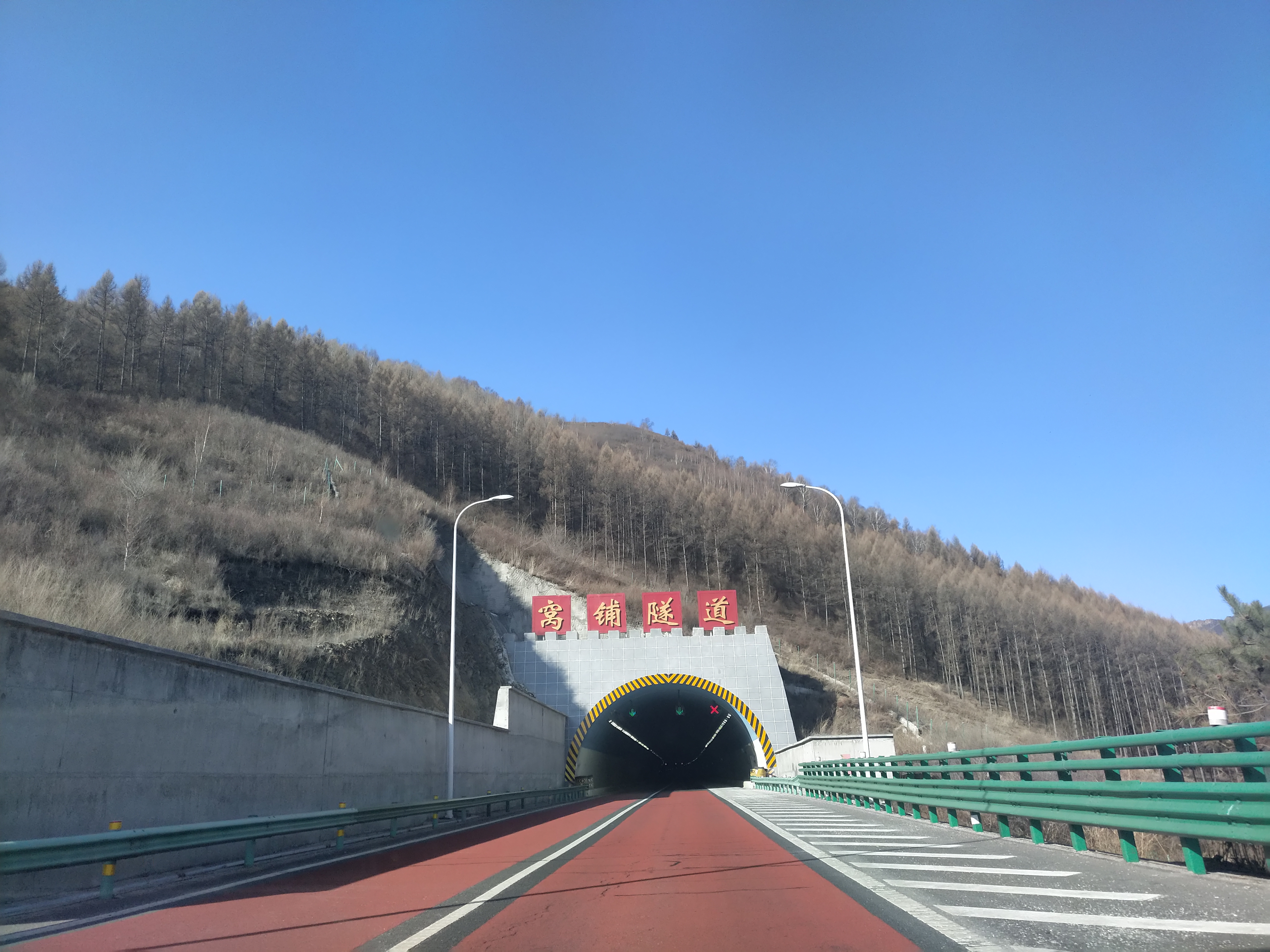
窝铺隧道

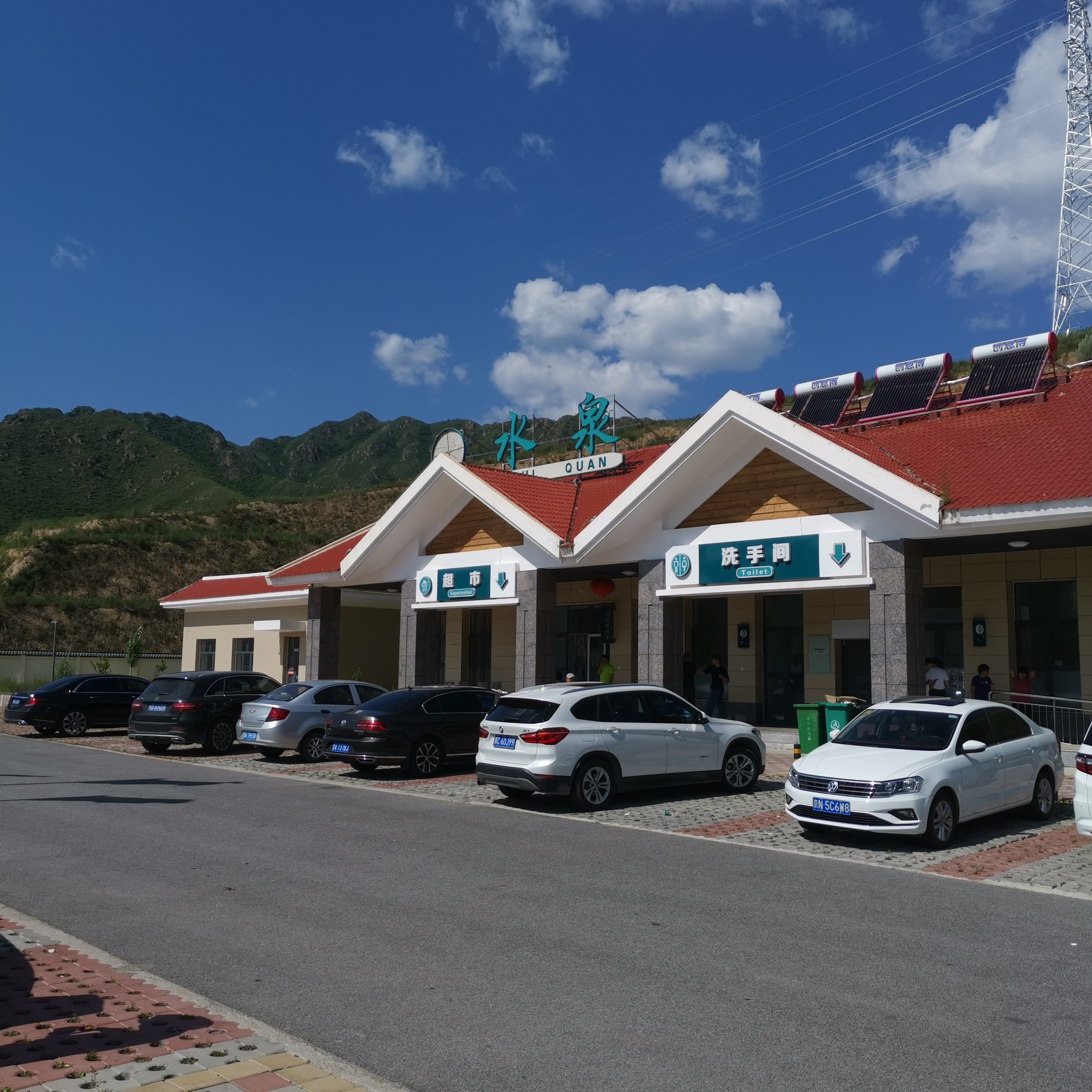
水泉停车区

| 地区                                                                                         | 里程     | 类型                                       | 名称              | 连接               | 说明                     |
| -------------------------------------------------------------------------------------------- | -------- | ------------------------------------------ | ----------------- | ------------------ | ------------------------ |
| 张家口市 桥西区                                                                              |          | 枢纽                                       |                   | 京张高速           |                          |
| 区界                                                                                         |          | 隧道                                       | 草帽山隧道        | 草帽山隧道         |                          |
| 张家口市 桥东区                                                                              | 526      | 停车场 · 加油设施 · 修车站 · 餐厅          | 张家口服务区      | 张家口服务区       |                          |
| 张家口市 桥东区                                                                              | 529      | 出入口                                     | 纬三路            | 310省道 朝阳东大街 |                          |
| 张家口市 桥东区                                                                              |          | 隧道                                       | 东山隧道          | 东山隧道           |                          |
| 张家口市 桥东区                                                                              | 536      | 出入口                                     | 五一路            | 五一东大街         |                          |
| 区界                                                                                         |          | 隧道                                       | 大华岭隧道        | 大华岭隧道         |                          |
| 张家口市 崇礼区                                                                              |          | 隧道                                       | 大南沟隧道        | 大南沟隧道         |                          |
| 张家口市 崇礼区                                                                              | 553      | 出入口                                     | 把图湾            | 231省道            | 张家口方向入、承德方向出 |
| 张家口市 崇礼区                                                                              | 572      | 出入口 · 停车场 · 加油设施 · 修车站 · 餐厅 | 崇礼南 崇礼服务区 | 242省道            |                          |
| 张家口市 崇礼区                                                                              | 575      | 出入口                                     |                   | 242省道            |                          |
| 张家口市 崇礼区                                                                              | 581      | 出入口                                     | 崇礼北            | 242省道            |                          |
| 张家口市 崇礼区                                                                              |          | 隧道                                       | 窝铺隧道          | 窝铺隧道           |                          |
| 张家口市 崇礼区                                                                              |          | 枢纽                                       | 白旗枢纽          | 延崇高速           |                          |
| 张家口市 崇礼区                                                                              | 594      | 出入口                                     | 南山窑            | 335国道            |                          |
| 区界                                                                                         |          | 隧道                                       | 桦皮岭隧道        | 桦皮岭隧道         |                          |
| 张家口市 张北县                                                                              | 620      | 出入口                                     | 桦皮岭            | 335国道            |                          |
| 区界                                                                                         |          | 隧道                                       | 西坝隧道          | 西坝隧道           |                          |
| 张家口市 沽源县                                                                              | 633      | 停车场 · 加油设施 · 修车站 · 餐厅          | 莲花滩服务区      | 莲花滩服务区       |                          |
| 张家口市 沽源县                                                                              | 642      | 出入口                                     | 西辛营            | 404县道            |                          |
| 张家口市 沽源县                                                                              | 659      | 枢纽                                       | 东滩枢纽          | 苏张高速           |                          |
| 张家口市 沽源县                                                                              | 663      | 停车场 · 加油设施 · 修车站 · 餐厅          | 沽源服务区        | 沽源服务区         |                          |
| 张家口市 沽源县                                                                              | 666      | 出入口                                     | 沽源              | 239国道            |                          |
| 承德市 丰宁满族自治县                                                                        | 684      | 停车场 · 飲料小吃                          | 大滩停车区        | 大滩停车区         |                          |
| 承德市 丰宁满族自治县                                                                        | 690      | 出入口                                     | 大滩              | 239国道 244省道    |                          |
| 承德市 丰宁满族自治县                                                                        | 703      | 停车场 · 加油设施 · 修车站 · 餐厅          | 千松坝服务区      | 千松坝服务区       |                          |
| 承德市 丰宁满族自治县                                                                        |          | 隧道                                       | 千松坝隧道        | 千松坝隧道         |                          |
| 承德市 丰宁满族自治县                                                                        |          | 隧道                                       | 缸房营隧道        | 缸房营隧道         |                          |
| 承德市 丰宁满族自治县                                                                        |          | 隧道                                       | 三道泉子隧道      | 三道泉子隧道       |                          |
| 承德市 丰宁满族自治县                                                                        |          | 隧道                                       | 喇嘛店隧道        | 喇嘛店隧道         |                          |
| 承德市 丰宁满族自治县                                                                        | 733      | 停车场 · 飲料小吃                          | 水泉停车区        | 水泉停车区         |                          |
| 承德市 丰宁满族自治县                                                                        |          | 隧道                                       | 六道沟隧道        | 六道沟隧道         |                          |
| 承德市 丰宁满族自治县                                                                        | 752      | 停车场 · 加油设施 · 修车站 · 餐厅          | 丰宁服务区        | 丰宁服务区         |                          |
| 承德市 丰宁满族自治县                                                                        | 756      | 出入口                                     | 丰宁              | 111国道            |                          |
| 承德市 丰宁满族自治县                                                                        |          | 隧道                                       | 平顶山隧道        | 平顶山隧道         |                          |
| 承德市 丰宁满族自治县                                                                        |          | 隧道                                       | 老龙湾隧道        | 老龙湾隧道         |                          |
| 承德市 丰宁满族自治县                                                                        | 771      | 出入口                                     | 南关              | 112国道            |                          |
| 承德市 丰宁满族自治县                                                                        |          | 停车场 · 飲料小吃                          | 选将营停车区      | 选将营停车区       |                          |
| 承德市 丰宁满族自治县                                                                        |          | 隧道                                       | 黄土梁二号隧道    | 黄土梁二号隧道     |                          |
| 承德市 丰宁满族自治县                                                                        |          | 隧道                                       | 黄土梁一号隧道    | 黄土梁一号隧道     |                          |
| 承德市 丰宁满族自治县                                                                        | 780      | 出入口                                     | 西官营            | 506县道            |                          |
| 承德市 丰宁满族自治县                                                                        | 785      | 停车场 · 加油设施 · 修车站 · 餐厅          | 凤山服务区        | 凤山服务区         |                          |
| 承德市 丰宁满族自治县                                                                        | 787      | 出入口                                     | 凤山              | 352省道            |                          |
| 县界                                                                                         |          | 隧道                                       | 套鹿沟二号隧道    | 套鹿沟二号隧道     |                          |
| 承德市 隆化县                                                                                |          | 隧道                                       | 套鹿沟一号隧道    | 套鹿沟一号隧道     |                          |
| 承德市 隆化县                                                                                |          | 隧道                                       | 两间房一号隧道    | 两间房一号隧道     |                          |
| 承德市 隆化县                                                                                |          | 隧道                                       | 两间房二号隧道    | 两间房二号隧道     |                          |
| 承德市 隆化县                                                                                |          | 出入口                                     | 掉头车道          | 掉头车道           | 张家口方向               |
| 承德市 隆化县                                                                                |          | 隧道                                       | 周家营隧道        | 周家营隧道         |                          |
| 承德市 滦平县                                                                                |          | 隧道                                       | 老仟河东隧道      | 老仟河东隧道       |                          |
| 县界                                                                                         |          | 隧道                                       | 十二挠海隧道      | 十二挠海隧道       |                          |
| 承德市 隆化县                                                                                | 793      | 停车场 · 加油设施 · 修车站 · 餐厅          | 隆化服务区        | 隆化服务区         |                          |
| 承德市 隆化县                                                                                | 798      | 出入口                                     | 隆化              | 257省道            |                          |
| 承德市 滦平县                                                                                | 802      | 出入口                                     | 红旗              | 257省道            |                          |
| 承德市 滦平县                                                                                |          | 隧道                                       | 小营隧道          | 小营隧道           |                          |
| 县界                                                                                         |          | 隧道                                       | 小三岔口隧道      | 小三岔口隧道       |                          |
| 承德市 双滦区                                                                                | 814      | 出入口                                     | 双滦北            | 233国道            |                          |
| 承德市 双滦区                                                                                | 897/1065 | 枢纽                                       | 单塔子枢纽        | 承赤高速           |                          |
| 1.000 英里 = 1.609 千米；1.000 千米 = 0.621 英里 并行路段 • 已关闭／取消 • 限制进入 • 未开放 |          |                                            |                   |                    |                          |